# زنده در آکادمی بریکستون (آلبوم دایدو)
زنده در آکادمی بریکستون آلبومی زنده از هنرمند اهل بریتانیا دایدو است که در سال ۲۰۰۵ روی DVD منتشر شد. این آلبوم در طی سه شب اجرای او در اوت ۲۰۰۴ در آکادمی برکستون، در طول تور آلبوم زندگی برای اجاره ضبط شده است.